# Anthony Nesty
Anthony Conrad Nesty (Puerto España, Trinidad y Tobago, 25 de noviembre de 1967) es un exnadador y entrenador surinamés, que ganó la medalla de oro en la prueba de 100 metros mariposa en los Juegos Olímpicos de Seúl 1988, derrotando al gran favorito Matt Biondi y convirtiéndose en el primer nadador de raza negra en proclamarse campeón olímpico. Cuatro años más tarde fue bronce en esta misma prueba en los Juegos de Barcelona 1992. Actualmente es el entrenador en jefe del equipo de natación de la Universidad de Florida.

## Resultados
| Año  | Competición                 | Lugar        | Puesto                                    | Marca         |
| ---- | --------------------------- | ------------ | ----------------------------------------- | ------------- |
| 1986 | Campeonato del Mundo        | Madrid       | 5º en 100 m mariposa                      | 54.53         |
| 1987 | Juegos Panamericanos        | Indianápolis | 1º en 100 m mariposa 3º en 200 m mariposa | 53.89 2:01.09 |
| 1988 | Juegos Olímpicos            | Seúl         | 1º en 100 m mariposa 8º en 200 m mariposa | 53.00 2:00.80 |
| 1989 | Campeonato Pan Pacífico     | Tokio        | 1º en 100 m mariposa                      | 53.80         |
| 1990 | Juegos de la Buena Voluntad | Seattle      | 1º en 100 m mariposa                      | 53.42         |
| 1991 | Campeonato del Mundo        | Perth        | 1º en 100 m mariposa                      | 53.29         |
| 1991 | Juegos Panamericanos        | La Habana    | 1º en 100 m mariposa 2º en 200 m mariposa | 53.45 2:01.76 |
| 1992 | Juegos Olímpicos            | Barcelona    | 3º en 100 m mariposa                      | 53.41         |
| 1994 | Campeonato del Mundo        | Roma         | 7º en 100 m mariposa                      | 54.26         |